# Tetima (Derventa)
Tetima (szerbül: Тетима), település Bosznia-Hercegovinában, Derventa községben, a Szerb Köztársaság északi régiójában. 

## Fekvése
A település Bosznia-Hercegovina északi részén, Dobojtól légvonalban 28, közúton 39 km-re észak-északnyugatra, községközpontjától légvonalban és közúton 3 km-re délre fekvő enyhén dombos vidéken 154-227 méteres magasságban fekszik.

## Népessége
| Nemzetiségi csoport | Népesség 1991 | Népesség 2013 |
| ------------------- | ------------- | ------------- |
| Szerb               | 79            | 235           |
| Bosnyák             | 112           | 18            |
| Horvát              | 914           | 11            |
| Jugoszláv           | 36            | 0             |
| Egyéb               | 23            | 0             |
| Összesen            | 1164          | 264           |

## Története
A horvát lakosságú település, 1878-ig tartozott az Oszmán Birodalomhoz. Ekkor a berlini kongresszus határozata alapján az Osztrák-Magyar Monarchia része lett. 1879-ben az első osztrák-magyar népszámlálás során a Derventi járáshoz tartozó településnek 10 háztartása és 75 ortodox lakosa volt. 1910-ben a Derventai járáshoz tartozó településen 52 háztartást, 203 római katolikus, 4 ortodox és 7 muszlim lakost találtak. A monarchia szétesésével 1918-ban előbb a Szerb-Horvát-Szlovén Királyság, majd 1929-től a Jugoszláv Királyság része lett. 1921-ben a Derventai járáshoz tartozó településnek 386 lakosa volt, közülük 366 római katolikus és 20 görög katolikus volt. Az 1929-es törvény értelmében, amikor Bosznia-Hercegovinát négy banovinára, Drinskára, Vrbaskára, Zetskára és Primorskára osztották, a település a Vrbaska banovina (Orbászi bánság) része lett, amelynek székhelye Banja Luka volt. 1939-ben a közigazgatás átszervezésével a Hrvatska banovina (Horvát Bánság) része lett.
A második világháborúban Jugoszlávia megszállása után a Független Horvát Állam (NDH) része lett. A második világháború után 1992-ig a település a szocialista Jugoszlávia keretében a Bosznia-Hercegovinai Népköztársaság része volt. A boszniai háború idején, 1992-ben a falu nem szerb lakosságát elűzték. A boszniai háborút lezáró daytoni békeszerződés rendelkezése alapján az ország területét felosztották a Bosznia-hercegovinai Föderáció és a boszniai Szerb Köztársaság között. A békeszerződés utáni területmegosztási megállapodás értelmében a település Derventa község részeként a Boszniai Szerb Köztársasághoz került. Ma már a szerbek vannak többségben a településen.

## Nevezetességei
Szent Antalnak szentelt római katolikus kápolnája